# ویلیسکا (آیووا)
ویلیسکا (به انگلیسی: Villisca) شهری در ایالت آیووا کشور ایالات متحده آمریکا است که جمعیت آن در سرشماری سال ۲۰۱۰ میلادی، ۱٬۲۵۲ نفر بوده‌است.